# 얼어죽을 연애따위
《얼어죽을 연애따위》는 2022년 10월 5일부터 2022년 12월 1일까지 방송된 ENA의 수목드라마다.

## 기획의도
아랫집 윗집에서 동고동락하는 공식 찐친 '여름'과 '재훈'이 뜻하지 않게 연애 리얼리티쇼 PD와 출연자로 만나게 되며 벌어지는 현실 생존 로맨스

## 제작진

### 제작사
- 스토리TV

### 연출
- 최규식 : ( MBC 월요시트콤 《연인들》(프로듀서), tvN 금요시트콤 《막돼먹은 영애씨 시즌2》(공동연출), tvN 금토시트콤 《막돼먹은 영애씨 시즌4》(공동연출), tvN 금요시트콤 《막돼먹은 영애씨 시즌6》(공동연출), tvN 금요시트콤 《막돼먹은 영애씨 시즌7》(공동연출), tvN 금요시트콤 《막돼먹은 영애씨 시즌8》(프로듀서), tvN 월화미니시리즈 《식샤를 합시다 2》(공동연출), tvN 월화 미니시리즈《혼술남녀》(연출), tvN 월화 미니시리즈 《식샤를 합시다 3》(공동연출), JTBC 금토 미니시리즈 《허쉬》(연출) 등 연출 )

### 극본
- 김솔지 : ( MBC 수목 미니시리즈 《맨땅에 헤딩》(집필), JTBC 월화 미니시리즈 《신드롬》(집필), tvN 금요시트콤 《쌉니다 천리마마트》(집필) 등 집필 )

## 등장인물

### 주요 인물
- 이다희 : 구여름 역 - 일도 연애도 절박한 상태인 연애 리얼리티PD, 손만 대면 망작 확정, 별 볼 일 없던 인생마저 망한 것 같은 그때, 연출을 맡은 연애 리얼리티 <사랑의 왕국> 출연진으로 등장한 20년 찐친 재훈에게 대책없이 설레기 시작했다.
- 최시원 : 박재훈 역 - 일도, 연애도 흥미를 잃은 성형외과 페이닥터, 일도 연애도 이 정도면 적당하다고 생각했지만, 20년 절친 여름을 돕기 위해 <사랑의 왕국> 출연을 결심한 후 일생일대의 선택의 순간에 놓인다.
- 조수향 : 강채리 역 - 여름과 대학 동기이자 예능국 입사 동기, 악마의 편집과 자극적인 설정으로 연일 최고 시청률을 경신 중인 '사랑의 왕국' 총 연출자. 뜻하지 않게 여름과 '사랑의 왕국'에서 함께 일하게 되며 일은 물론 사랑을 놓고도 뜨거운 신경전을 벌인다.
- 박연우 : 존 장 역 - 연애 리얼리티쇼 '사랑의 왕국'에 출연하는 스타 훈남 셰프, 능청맞고 자유분방한 성격의 소유자.
- 이주연 : 한지연 역 - 외모도 스펙도 뛰어난 자타공인 엄친딸이지만 연애엔 젬병인 서양화과 교수, 재훈과 소개팅으로 엮인 후 연애 리얼리티쇼 '사랑의 왕국' 출연자로 조우한다.
- 이대휘 : 김상우 역 - 예능국 신입 프로듀서, 날 때부터 조연출의 운명인 듯 뛰어난 잡무 처리 능력을 보인다. 사수인 여름의 곁에서 든든한 보좌관이 되어준다.
- 안소진

### 그 외 인물
- 미상 : 전화 속 남성 역
- 송종호 : 김인우 역
- 강서준 : 황장군 역
- 김지수 : 장태미 역
- 서준 : 김준호 역
- 이철우 : 이훈희 역
- 손화령 : 박지완 역
- 문예원 : 안소연 역
- 이유진 : 금수미 역
- 미상 : 박재훈의 아버지 역
- 양주호
- 김의담 : 유종찬 역
- 장서연 : 박현소 역

## 시청률
최저 시청률과 최고 시청률은 시청률 조사회사와 지역별로 시청률에 차이가 있을 수 있습니다.
| 2022년 | 2022년    | 2022년         | 2022년       | 2022년 |
| 회차   | 방송일    | AGB 시청률     | AGB 시청률   |        |
| 회차   | 방송일    | 대한민국(전국) | 서울(수도권) |        |
| ------ | --------- | -------------- | ------------ | ------ |
| 제1회  | 10월 5일  | 0.843%         | 0.759%       |        |
| 제2회  | 10월 6일  | 1.239%         | 1.319%       |        |
| 제3회  | 19월 12일 | 1.192%         | 1.431%       |        |
| 제4회  | 10월 13일 | 1.525%         | 1.791%       |        |
| 제5회  | 10월 19일 | 1.944%         | 2.265%       |        |
| 제6회  | 10월 20일 | 1.793%         | 2.122%       |        |
| 제7회  | 10월 26일 | 1.247%         | 1.559%       |        |
| 제8회  | 10월 27일 | 1.406%         | 1.433%       |        |
| 제9회  | 11월 9일  | 1.325%         | 1.737%       |        |
| 제10회 | 11월 10일 | 1.332%         | 1.504%       |        |
| 제11회 | 11월 16일 | 1.386%         | 1.728%       |        |
| 제12회 | 11월 17일 | 1.860%         | 2.393%       |        |
| 제13회 | 11월 23일 | 1.760%         | 1.883%       |        |
| 제14회 | 11월 24일 | 1.471%         | 1.531%       |        |
| 제15회 | 11월 30일 | 1.350%         | 1.623%       |        |
| 제16회 | 12월 1일  | 2.172%         | 2.483%       |        |

## 결방
- 11월 2일 ~ 11월 3일 : 이태원 압사사고와 관련한 추모기간으로 인한 결방